# Iraq ai Giochi della XXX Olimpiade
L'Iraq ha partecipato ai Giochi della XXX Olimpiade di Londra che si sono svolti dal 27 luglio al 12 agosto 2012. È stata la 13ª partecipazione degli atleti iracheni ai giochi olimpici estivi.
Gli atleti della delegazione irachena sono stati 8 (5 uomini e 3 donne), in 7 discipline. Alla cerimonia di apertura la portabandiera è stata Dana Hussain, atleta specializzata nelle gare di velocità, mentre il portabandiera della cerimonia di chiusura è stato il lottatore Ali Nadhim.
Nel corso della manifestazione l'Iraq non ha ottenuto alcuna medaglia.

## Partecipanti
| Sport             | Uomini | Donne | Totale |
| ----------------- | ------ | ----- | ------ |
| Atletica Leggera  | 1      | 1     | 2      |
| Lotta             | 1      | 0     | 1      |
| Nuoto             | 1      | 0     | 1      |
| Pugilato          | 1      | 0     | 1      |
| Sollevamento Pesi | 1      | 0     | 1      |
| Tiro              | 0      | 1     | 1      |
| Tiro con l'arco   | 0      | 1     | 1      |
| Totale            | 5      | 3     | 8      |

## Atletica leggera
| Q | Qualificato al turno successivo per la posizione in qualificazione                                                           |
| q | Qualificato per il turno successivo per ripescaggio o, negli eventi su campo, conquistando la misura minima per qualificarsi |

### Maschile
Eventi di corsa su pista e strada
| Atleta            | Evento | Batteria  | Batteria  | Semifinale      | Semifinale      | Finale          | Finale          |
| Atleta            | Evento | Risultato | Posizione | Risultato       | Posizione       | Risultato       | Posizione       |
| ----------------- | ------ | --------- | --------- | --------------- | --------------- | --------------- | --------------- |
| Adnan Taess Akkar | 800 m  | 1'47"83   | 5°        | non qualificato | non qualificato | non qualificato | non qualificato |

### Femminile
Eventi di corsa su pista e strada
| Atleta       | Evento | Batteria  | Batteria  | Quarti di finale | Quarti di finale | Semifinale      | Semifinale      | Finale          | Finale          |
| Atleta       | Evento | Risultato | Posizione | Risultato        | Posizione        | Risultato       | Posizione       | Risultato       | Posizione       |
| ------------ | ------ | --------- | --------- | ---------------- | ---------------- | --------------- | --------------- | --------------- | --------------- |
| Dana Hussain | 100 m  | 11"91     | 2ª Q      | 11"81            | 8ª               | non qualificata | non qualificata | non qualificata | non qualificata |

## Lotta
| VT | Vittoria per atterramento                           |
| PP | Vittoria a punti (lo sconfitto con punti tecnici)   |
| PO | Vittoria a punti (lo sconfitto senza punti tecnici) |

### Greco-Romana
Maschile
| Atleta     | Evento  | Qualificazione       | Ottavi                                    | Quarti               | Semifinali           | Ripescaggio Turno 2  | Ripescaggio Turno 2  | Finale               | Pos. |
| Atleta     | Evento  | Avversario Risultato | Avversario Risultato                      | Avversario Risultato | Avversario Risultato | Avversario Risultato | Avversario Risultato | Avversario Risultato | Pos. |
| ---------- | ------- | -------------------- | ----------------------------------------- | -------------------- | -------------------- | -------------------- | -------------------- | -------------------- | ---- |
| Ali Nadhim | -120 kg | Bye                  | B. Babajanzadeh (IRI) P 0-3 PO (0-1, 0-2) | non qualificato      | non qualificato      | non qualificato      | non qualificato      | non qualificato      | 15º  |

## Nuoto e sport acquatici

### Nuoto
Maschile
| Atleta            | Evento         | Batterie | Batterie   | Semifinali      | Semifinali      | Finale          | Finale          |
| Atleta            | Evento         | Tempo    | Classifica | Tempo           | Classifica      | Tempo           | Classifica      |
| ----------------- | -------------- | -------- | ---------- | --------------- | --------------- | --------------- | --------------- |
| Mohanad Al‐Azzawi | 100 m farfalla | 1'00"71  | 41º        | non qualificato | non qualificato | non qualificato | non qualificato |

## Pugilato
Maschile
| Atleta                  | Evento               | Sedicesimi              | Ottavi di finale     | Quarti di finale     | Semifinali           | Finale               | Pos. |
| Atleta                  | Evento               | Avversario Risultato    | Avversario Risultato | Avversario Risultato | Avversario Risultato | Avversario Risultato | Pos. |
| ----------------------- | -------------------- | ----------------------- | -------------------- | -------------------- | -------------------- | -------------------- | ---- |
| Ahmed Abdulkareem Ahmed | Pesi welter (-69 kg) | S. Lusizi (RSA) P 13–17 | non qualificato      | non qualificato      | non qualificato      | non qualificato      | 17º  |

## Sollevamento pesi
Maschile
| Atleta       | Evento | Strappo   | Strappo    | Slancio   | Slancio    | Totale | Classifica |
| Atleta       | Evento | Risultato | Classifica | Risultato | Classifica | Totale | Classifica |
| ------------ | ------ | --------- | ---------- | --------- | ---------- | ------ | ---------- |
| Safaa Rashed | -85 kg | 150 kg    | 15º        | 195 kg    | 12º        | 345 kg | 13º        |

## Tiro a segno/volo
Femminile
| Atleta        | Evento                      | Qualificazione | Qualificazione | Finale          | Finale          |
| Atleta        | Evento                      | Punteggio      | Classifica     | Punteggio       | Classifica      |
| ------------- | --------------------------- | -------------- | -------------- | --------------- | --------------- |
| Noor Al-Ameri | Pistola 10 m aria compressa | 360            | 46ª            | non qualificata | non qualificata |

## Tiro con l'arco
Femminile
| Atleta             | Evento      | Round di qualificazione | Round di qualificazione | 32-esimi                  | 16-esimi                  | Ottavi                    | Quarti                    | Semifinali                | Finale                    | Pos.            |
| Atleta             | Evento      | Punteggio               | Seed                    | Avversario Seed Punteggio | Avversario Seed Punteggio | Avversario Seed Punteggio | Avversario Seed Punteggio | Avversario Seed Punteggio | Avversario Seed Punteggio | Pos.            |
| ------------------ | ----------- | ----------------------- | ----------------------- | ------------------------- | ------------------------- | ------------------------- | ------------------------- | ------------------------- | ------------------------- | --------------- |
| Rand Al-Mashhadani | Individuale | 498                     | 64ª                     | Ki B.-b. (KOR) (1) P 0-6  | non qualificata           | non qualificata           | non qualificata           | non qualificata           | non qualificata           | non qualificata |